# Guillaume Rémy
Pour les articles homonymes, voir Rémy (homonymie).
Guillaume Rémy est un violoniste et pédagogue belge naturalisé français né le 26 août 1856 à Ougrée et mort le 16 juin 1932 à Nantes.

## Biographie
Guillaume Antoine Rœmy, dit Rémy, naît le 26 août 1856 à Ougrée,.
Il étudie au Conservatoire royal de Liège, où, condisciple d'Eugène Ysaÿe, il obtient un premier prix en 1873. Il se perfectionne ensuite avec Lambert Joseph Massart au Conservatoire de Paris, où il est lauréat d'un premier prix en 1878,.
Guillaume Rémy se fixe à Paris, devient violon solo des Concerts Colonne et se produit régulièrement en soliste.
Comme interprète, il donne notamment des récitals avec Camille Saint-Saëns et Gabriel Fauré au piano et forme un quatuor à cordes, le Quatuor Rémy, en compagnie du violoniste Armand Parent, de l'altiste Louis Van Waefelghem et du violoncelliste Jules Delsart,.
Comme pédagogue, il est professeur au Conservatoire de Paris entre 1896 et 1930,.
Guillaume Rémy a été nommé officier d'Académie en 1885, naturalisé français en 1894, nommé officier de l'Instruction publique en 1905 et chevalier de l'ordre de la Légion d'honneur en 1922.
Il meurt à Nantes le 16 juin 1932,.